# Elezioni parlamentari in Albania del 2021
Le elezioni parlamentari in Albania del 2021 si sono tenute il 25 aprile per il rinnovo dei 140 deputati dell'unica camera legislativa.

## Sistema elettorale
I 140 membri del Parlamento sono eletti in dodici collegi plurinominali sulla base delle dodici prefetture mediante lista aperta utilizzando la rappresentanza proporzionale (utilizzando una soglia elettorale nazionale dell'1%) con seggi assegnati utilizzando il metodo d'Hondt. Cambiamenti significativi al sistema elettorale sono stati apportati un anno prima delle elezioni dal parlamento albanese modificando diversi articoli della costituzione. Il Partito socialista al governo è stato accusato dall'opposizione unita, che due anni prima aveva lasciato il parlamento e non aveva partecipato alle elezioni locali del 2019, di violare l'accordo di legge elettorale che avevano precedentemente concordato. La maggioranza si è difesa dicendo che le modifiche sono state fatte su richiesta dell'opinione pubblica per l'apertura delle liste dei deputati in modo che ogni elettore scelga la propria preferenza. E che con il nuovo sistema, l'Albania introduce un sistema ben conosciuto e implementato da alcuni paesi europei, come Croazia, Slovenia, Paesi Bassi ed Estonia, e allontanandosi dal vecchio sistema che era unico nel suo genere e che non trova applicazione altrove, nonostante un certo numero di paesi europei utilizzi la rappresentanza proporzionale a liste chiuse.

### Ripartizione seggi per collegio
I cambiamenti demografici hanno portato ad alcuni cambiamenti nel numero di seggi per alcuni collegi: Tirana ha guadagnato due seggi, mentre Dibër e Argirocastro hanno perso un seggio.
| #                                     | Collegio     | Popolazione al 2021 | Seggi da eleggere |
| ------------------------------------- | ------------ | ------------------- | ----------------- |
| 1                                     | Berat        | 184.612             | 7                 |
| 2                                     | Dibër        | 132.858             | 5                 |
| 3                                     | Durazzo      | 359.832             | 14                |
| 4                                     | Elbasan      | 349.144             | 14                |
| 5                                     | Fier         | 312.448             | 16                |
| 6                                     | Argirocastro | 124.224             | 4                 |
| 7                                     | Coriza       | 286.166             | 11                |
| 8                                     | Kukës        | 83.808              | 3                 |
| 9                                     | Alessio      | 168.975             | 7                 |
| 10                                    | Scutari      | 273.801             | 11                |
| 11                                    | Tirana       | 911.573             | 36                |
| 12                                    | Valona       | 319.744             | 12                |
| Fonte: KQZ.gov.al (Lista dei votanti) |              |                     |                   |

## Partiti
Un totale di 46 partiti politici, di cui 5 si sono candidati per la prima volta, si sono registrati presso la Commissione elettorale centrale. Alle elezioni del 25 aprile 2021 gli elettori hanno avuto la possibilità di scegliere tra 12 soggetti elettorali, di cui 3 coalizioni, mentre in alcune circoscrizioni hanno partecipato anche cinque candidati indipendenti. Il più grande partito di opposizione, il PD, ha formato la coalizione Partia Demokratike - Aleanca për Ndryshim (PD-AN), (Alleanza per il Cambiamento), unendo le forze con dodici partiti minori. La LSI, anch'essa all'opposizione, ha formato una propria coalizione chiamata Shqipëria - Shtëpia Fituese (ShQF), (Albania - La Casa Vincente). Mentre il partito di governo PS, ha deciso di candidarsi alle elezioni da solo ma con l'inserimento di alcuni candidati di altri partiti alleati.
| Nome | Nome                                              | Abbr. | Ideologia                                                                                                 | Leader                     |
| ---- | ------------------------------------------------- | ----- | --- | -------------------------- |
|      | Partito Socialdemocratico d'Albania               | PSD   | Socialdemocrazia                                                                                          | Tom Doshi                  |
|      | Partito Fronte Nazionale                          | PBK   | Nazionalismo albanese, Conservatorismo sociale, Anticomunismo, Populismo di destra                        | Adriatik Alimadhi          |
|      | Partito Movimento Democratico Albanese            | PLDSH | Centro-destra, Conservatorismo liberale, Conservatorismo                                                  | Myslim Murrizi             |
|      | Convinzione Democratica                           | BD    | Centro-destra, Conservatorismo liberale, Conservatorismo                                                  | Astrit Patozi              |
|      | Alleanza del Popolo Unito                         | ABEOK | | Kujtim Gjuzi               |
|      | Movimento Socialista per l'Integrazione           | LSI   | Centro-sinistra, Socialdemocrazia, Progressismo                                                           | Monika Kryemadhi           |
|      | Nisma Thurje                                      | NTH   | | Endrit Shabani             |
|      | Nuovo Movimento                                   | LRE   | | Arian Galdini              |
|      | Partito Democratico - Alleanza per il Cambiamento | PD–AN | Centro-destra, Conservatorismo liberale, Conservatorismo, Nazionalismo, Europeismo, Liberalismo economico | Lulzim Basha, sali Berisha |
|      | Partito Nuova Alleanza Democratica                | ADR   | | Edmond Stojku              |
|      | Movimento per il cambiamento                      | LN    | Centro-destra, Conservatorismo liberale, Conservatorismo                                                  | Jozefina Topalli           |
|      | Partito Socialista                                | PS    | Centro-sinistra, Socialdemocrazia, Terza via, Progressismo, Liberalismo sociale                           | Edi Rama                   |

Inoltre, cinque candidati indipendenti si sono presentati alle elezioni, Elton Debreshi nella prefettura di Dibër, Pal Shkambi nella prefettura di Scutari e tre supportati dal movimento kosovaro Vetëvendosje, che sono Boiken Abazi nella prefettura di Tirana, Iljaz Shehu nella prefettura di Alessio e Kreshnik Merxhani nella in quella di Argirocastro.

## Sondaggi
| Casa sondaggistica            | Data                               | Campione | PS                  | PD                             | LSI     | PDIU     | PSD      | Altri partiti | Vantaggio |        |        |   |        |      |
| ----------------------------- | ---------------------------------- | -------- | ------------------- | ------------------------------ | ------- | -------- | -------- | ------------- | --------- | ------ | ------ | - | ------ | ---- |
| Casa sondaggistica            | Data                               | Campione | Piepoli + Report TV | 24 Novembre – 27 Novembre 2020 | 500     | 53 – 59% | 30 – 34% | Altri partiti | Vantaggio | 2 – 4% | 1 – 3% | – | 5 – 7% | +20% |
| MRB + Euronews Albania        | 22 Dicembre 2020 – 13 Gennaio 2021 | 1.600    | 41.8%               | 28.2%                          | 10.3%   | 1.5%     | –        | 2.1%          | 13.6%     |        |        |   |        |      |
| NOTO Sondaggi + Ora News      | 10 Gennaio – 19 Gennaio            | 2.000    | 42 – 46%            | 33 – 37%                       | 9 – 13% | 1 – 3%   | –        | 6 – 10%       | +5%       |        |        |   |        |      |
| MRB + Euronews Albania        | 25 Gennaio – 12 Febbraio           | 1.600    | 39.9%               | 30.6%                          | 9.1%    | 1.6%     | –        | 1.8%          | 9.3%      |        |        |   |        |      |
| IPSOS + Top Channel           | 10 Febbraio – 16 Febbraio          | 1.527    | 49.5%               | 39.3%                          | 5.1%    | 0.2%     | 0.8%     | 5%            | 12.2%     |        |        |   |        |      |
| NOTO Sondaggi + Ora News      | 23 Febbraio                        | 2.000    | 41 – 45%            | 34 – 38%                       | 8 – 12% | 1 – 3%   | –        | 7 – 11%       | +3%       |        |        |   |        |      |
| GeoCartography + T7&GE        | 24 Febbraio – 8 Marzo              | 3.778    | 45.25%              | 42.55%                         | 8.8%    | –        | –        | 3.54%         | 2.7%      |        |        |   |        |      |
| MRB + Euronews Albania        | 25 Febbraio – 9 Marzo              | 1.600    | 41.3%               | 30.8%                          | 7.6%    | 1.3%     | –        | 1.1%          | 10.5%     |        |        |   |        |      |
| IPSOS + Top Channel           | 3 Marzo – 9 Marzo                  | 1.519    | 48.7%               | 40.6%                          | 4.6%    | –        | 0.9%     | 5.1%          | 8.1%      |        |        |   |        |      |
| Flame Tree Advisors + Syri TV | 12 Marzo – 18 Marzo                | 1.000    | 38.9%               | 38.5%                          | 9.2%    | –        | –        | 1.4%          | 0.4%      |        |        |   |        |      |
| NOTO Sondaggi + Ora News      | 12 Marzo – 22 Marzo                | 2.000    | 44.5 – 48.5%        | 41 – 45%                       | 6 – 10% | –        | 0 – 2%   | 0 – 2%        | +1%       |        |        |   |        |      |
| MRB + Euronews Albania        | 17 Marzo – 31 Marzo                | 2.500    | 43%                 | 35.4%                          | 5.2%    | –        | –        | 3.8%          | 7.6%      |        |        |   |        |      |
| IPSOS + Top Channel           | 29 Marzo – 31 Marzo                | 1.513    | 48.4%               | 39.3%                          | 5%      | –        | 1.7%     | 5.5%          | 9.1%      |        |        |   |        |      |
| NOTO Sondaggi + Ora News      | 6 Aprile                           | 2.000    | 44 – 48%            | 42 – 46%                       | 6 – 10% | –        | 0 – 1%   | 0 – 3%        | +1%       |        |        |   |        |      |
| Smith Research & Consulting   | 27 Marzo – 9 Aprile                | 1.000    | 42.5%               | 44.7%                          | 11.3%   | –        | –        | 1.5%          | 2.2%      |        |        |   |        |      |

## Risultati
| Partito Socialista d'Albania            | 768 250   | 48,68 | 74  |  |  |  |
| Partito Democratico d'Albania           | 622 265   | 39,43 | 59  |  |  |  |
| Movimento Socialista per l'Integrazione | 107 536   | 6,81  | 4   |  |  |  |
| Partito Socialdemocratico d'Albania     | 35 477    | 2,25  | 3   |  |  |  |
| Nisma Thurje                            | 10 216    | 0,65  | –   |  |  |  |
| Convinzione Democratica                 | 8 238     | 0,52  | –   |  |  |  |
| Movimento per il cambiamento            | 7 049     | 0,45  | –   |  |  |  |
| Partito Movimento Democratico Albanese  | 4 697     | 0,30  | –   |  |  |  |
| Nuovo Movimento                         | 3 771     | 0,24  | –   |  |  |  |
| Partito Nuova Alleanza Democratica      | 3 230     | 0,20  | –   |  |  |  |
| Fronte Nazionale                        | 1 943     | 0,12  | –   |  |  |  |
| Alleanza del Popolo Unito               | 1 377     | 0,09  | –   |  |  |  |
| Indipendenti                            | 4 247     | 0,27  | –   |  |  |  |
| Totale                                  | 1 578 296 | 100   | 140 |  |  |  |
|                                         |           |       |     |  |  |  |
| Voti non validi                         | 82 880    | 4,99  |     |  |  |  |
| Votanti                                 | 1 661 176 | 46,29 |     |  |  |  |
| Elettori                                | 3 588 869 |       |     |  |  |  |

| Riepilogo dei seggi | Riepilogo dei seggi | Riepilogo dei seggi | Riepilogo dei seggi | Riepilogo dei seggi | Riepilogo dei seggi | Riepilogo dei seggi |
| ------------------- | ------------------- | ------------------- | ------------------- | ------------------- | ------------------- | ------------------- |
|                     |                     |                     |                     |                     |                     |                     |
| PSD                 | 3                   |                     |                     | PSSH                | 74                  |                     |
| PL                  | 4                   |                     |                     | PD                  | 59                  |                     |

### Risultati per collegio
| Collegio     | PS    | PD-AN | LSI | PSD | Totale seggi |   |   |
| ------------ | ----- | ----- | --- | --- | ------------ | - | - |
| Collegio     | Berat | 5     | 2   | 0   | Totale seggi | 0 | 7 |
| Dibër        | 2     | 3     | 0   | 0   | 5            |   |   |
| Durazzo      | 8     | 6     | 0   | 0   | 14           |   |   |
| Elbasan      | 8     | 6     | 0   | 0   | 14           |   |   |
| Fier         | 9     | 6     | 1   | 0   | 16           |   |   |
| Argirocastro | 3     | 1     | 0   | 0   | 4            |   |   |
| Coriza       | 6     | 5     | 0   | 0   | 11           |   |   |
| Kukës        | 1     | 2     | 0   | 0   | 3            |   |   |
| Alessio      | 3     | 4     | 0   | 0   | 7            |   |   |
| Scutari      | 3     | 5     | 1   | 2   | 11           |   |   |
| Tirana       | 18    | 15    | 2   | 1   | 36           |   |   |
| Valona       | 8     | 4     | 0   | 0   | 12           |   |   |
| Totale       | 74    | 59    | 4   | 3   | 140          |   |   |